# Eccrita gracilis
Eccrita gracilis är en fjärilsart som beskrevs av Otto Staudinger 1896. Eccrita gracilis ingår i släktet Eccrita och familjen nattflyn. Inga underarter finns listade i Catalogue of Life.